# إيليزا غامبل
إيليزا غامبل (بالإنجليزية: Eliza Gamble)‏ هي عالمة أمريكية، ولدت في 4 يونيو 1841 في كونكورد في الولايات المتحدة، وتوفيت في 17 سبتمبر 1920 في أورتشارد ليك فيليج في الولايات المتحدة.